# سید جلال دهقانی فیروزآبادی
سید جلال دهقانی فیروزآبادی متولد سال ۱۳۴۴ در شهر میبد است. او دارای مدرک دکتری روابط بین‌الملل از دانشگاه بروکسل بلژیک در سال ۱۳۷۴ می‌باشد. وی جوان‌ترین استاد تمام رشته علوم سیاسی و روابط بین‌الملل در ایران است که عضو هیئت علمی گروه روابط بین‌الملل دانشگاه علامه طباطبایی می‌باشد. نامبرده دارای تألیفات بسیاری در زمینه سیاست خارجی جمهوری اسلامی ایران و نظریات روابط بین‌الملل است که مهمترین کتاب وی «سیاست خارجی جمهوری اسلامی ایران» چاپ انتشارات سمت است که به‌عنوان کتاب درسی رشته علوم سیاسی در دانشگاه‌های ایران تدریس می‌شود و برگزیده هفتمین دوره جشنواره بین‌المللی فارابی است. وی در هشتمین دوره جشنواره بین‌المللی فارابی به‌عنوان نظریه‌پرداز برجسته انتخاب شد و مورد تقدیر قرار گرفت. او همچنین دبیر علمی کنفرانس امنیتی تهران است.

## مسئولیت‌های علمی و سیاسی
- وی از سال ۱۳۸۳ تا ۱۳۸۵ رایزن فرهنگی ایران در کشور امارات متحده عربی بوده‌است.[۴]
- وی از سال ۱۳۸۸ تا ۱۳۹۱ رئیس دانشکده حقوق و علوم سیاسی دانشگاه علامه طباطبایی بود؛ که از این منصب استعفا داد.[۵]
- وی معاون سابق سیاسی ـ حقوقی مرکز پژوهشهای مجلس شورای اسلامی بوده است.[۶]
- دهقانی فیروزآبادی دبیر علمی اولین کنفرانس بین‌المللی امنیتی تهران در سال ۱۳۹۵ و دومین کنفرانس در سال ۱۳۹۶ بوده است.

### سردبیر فصلنامه علمی _ پژوهشی روابط خارجی مرکز تحقیقات استراتژیک
دکتر دهقانی فیروزآبادی از سال ۱۳۸۸ تا ۱۳۹۲ سردبیری فصلنامه روابط خارجی مرکز تحقیقات استراتژیک که دکترحسن روحانی مدیر مسئول آن بود را بر عهده داشت. وی همچنین سردبیر فصلنامه‌ علمی ـ پژوهشی مطالعات راهبردی بوده است.  اکنون سردبیر فصلنامه علمی پژوهشی رهیافت انقلاب اسلامی و فصلنامه پژوهشنامه روابط جهانی می‌باشد. وی همچنین عضو هیئت تحریریه تعدادی از مهم‌ترین فصلنامه‌های علمی پژوهشی رشته‌های علوم سیاسی و روابط بین‌الملل است.
از سال ۱۳۹۰ تا ۱۳۹۲ رئیس کرسی نظریه‌پردازی علوم سیاسی و روابط بین‌الملل بود.

## جوایز و افتخارات
- برگزیده هفتمین دوره جشنواره بین‌المللی فارابی (برای کتاب سیاست خارجی جمهوری اسلامی ایران)[۳]
- برگزیده هشتمین دوره جشنواره بین‌المللی فارابی (به عنوان نظریه‌پرداز برجسته)[۳]
- استاد نمونه دانشگاه علامه طباطبایی در سال 1395 [۱۱]
- استاد نمونه کشوری در سال 1403
- پژوهشگر ایرانی پراستناد علوم انسانی در پایگاه ISC در حوزه موضوعی جامعه‌شناسی و علوم سیاسی 1401
- پژوهشگر ایرانی پراستناد علوم انسانی در پایگاه ISC در حوزه موضوعی جامعه‌شناسی و علوم سیاسی 1402
- پژوهشگر ایرانی پراستناد علوم انسانی در پایگاه ISC در حوزه موضوعی جامعه‌شناسی و علوم سیاسی 1403

## آثار
مهمترین کتاب ها
1. سیاست خارجی جمهوری اسلامی ایران
2. فرانظریه اسلامی روابط بین‌الملل
3. اصول و مبانی روابط بین‌الملل (۱و۲)
4. نظریه‌ها و فرانظریه‌ها در روابط بین‌الملل
5. نظریه‌های همگرایی منطقه ای و رژیم‌های بین‌المللی
6. چرخه گفتمانی در سیاست خارجی جمهوری اسلامی ایران
7. کلیات روابط بین‌الملل
8. تحول گفتمانی در سیاست خارجی جمهوری اسلامی ایران
9. چهارچوبی مفهومی برای ارزیابی سیاست خارجی جمهوری اسلامی ایران
10. الگوهای صدور انقلاب در سیاست خارجی جمهوری اسلامی ایران (مشترک با فیروزه رادفر)
11. سیاست خارجی جمهوری اسلامی ایران در دوران اصولگرایی (مشترک با وحید نوری)
12. امنیت هستی شناختی در سیاست خارجی جمهوری اسلامی ایران (مشترک با پیمان وهاب پور)
13. نظم‌های منطقه‌ای (ترجمه)
14. امنیت بین‌الملل (ترجمه)
15. نظریه فرهنگی روابط بین‌الملل (ترجمه مشترک با روح‌الله طالبی و مرتضی نورمحمدی)
16. امنیت هستی شناختی در روابط بین‌الملل (ترجمه ـ مشترک با محمدعلی قاسمی و فرزاد رستمی)
17. هوش مصنوعی و روابط بین الملل (مشترک با سعید چهرآزاد)
18. سیاست خارجی الگوریتمی جمهوری اسلامی ایران (مشترک با سعید چهرآزاد)
19. نظریه کردارگرایی روابط بین‌الملل (ترجمه مشترک با ماندانا سجادی)
20. آینده پژوهی سیاست خارجی جمهوری اسلامی ایران در محیط همسایگی تا 2030 (مشترک با سید رضا موسوی‌نیا، حسین احمدی مفیدی و فیروزه رادفر)
21. آینده پژوهی سیاست خارجی جمهوری اسلامی ایران در محیط بین‌الملل تا 2030 (مشترک با سید رضا موسوی‌نیا، حسین احمدی مفیدی و فیروزه رادفر).

## نگارخانه

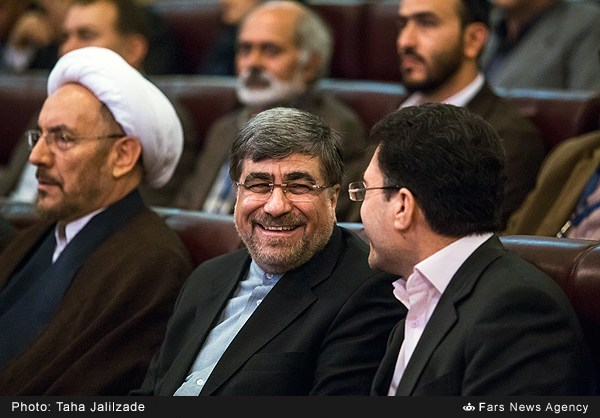
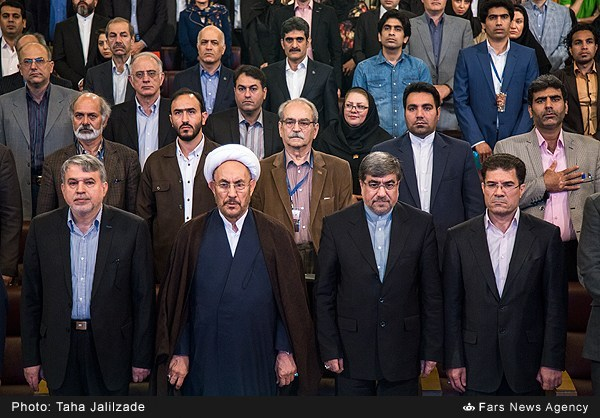